# اچ‌ام‌ای‌اس ماتافله
اچ‌ام‌ای‌اس ماتافله (به انگلیسی: HMAS Matafele) یک کشتی است که طول آن ۱۱۵ فوت ۵ اینچ (۳۵٫۱۸ متر) می‌باشد. این کشتی در سال ۱۹۳۸ ساخته شد.